# Isolobodon montanus
Isolobodon montanus là một loài động vật có vú trong họ Capromyidae, bộ Gặm nhấm. Loài này được Miller mô tả năm 1922.